# Mesophellia tropica
Mesophellia tropica är en svampart som beskrevs av Brundrett 1996. Mesophellia tropica ingår i släktet Mesophellia och familjen Mesophelliaceae.   Inga underarter finns listade i Catalogue of Life.